# ザリクム
ザリクム（Zalikum、生没年未詳）はウル第3王朝に仕えたアッシリアの総督。
彼はアッシュールを統治するためにウル王アマル・シンによって派遣されたと考えられる。アッシュール市から出土している幾つかの碑文では、ザリクムはアッシリア支配に当たって現地の伝統的な王号を用いるとともに、アマル・シンの長寿を祈願するイシュタル神殿を建設したことが知られている。この中でアッシュールには神を意味する限定符が付けられており、当時既にアッシュールの神格化が進んでいたことを示す証拠として重要である。
暫く後に彼はスサの総督としてエラム地方へ派遣された。